# Макклюр, Трейси
Трейси МакКлюр — американская журналистка и президент-основательница «Женщин Ватикана», первой женской ассоциации Ватикана.
МакКлюр родилась в Соединённых Штатах и выросла в Вашингтоне, округ Колумбия. Затем она поступила в колледж Смита в Массачусетсе. После обучения за границей в Риме она переехала туда и начала работать журналисткой. Более 20 лет она работала продюсером, телеведущей и репортёром на Радио Ватикана, в официальной радиовещательной службе Ватикана. Она также работала в англоязычной версии полуофициальной ватиканской газеты L’Osservatore Romano и в Дикастерии по делам коммуникаций города-государства.
В её работу входит участие в создании радиопроекта «Скрытые женщины церкви», в котором освещаются истории женщин Римско-католической церкви.
В 2016 году МакКлюр стала соучредительницей Donne in Vaticano («Женщины Ватикана»), первой женской организации в Ватикане, городе, где преобладают мужчины. Она и другие организаторы группы первоначально столкнулись с сопротивлением внутри Ватикана, в том числе со стороны других женщин, некоторые из которых выразили обеспокоенность тем, что группа станет «подрывной ассоциацией или профсоюзом». Однако после четырёх лет организация была официально признана властями города-государства. «Женщины Ватикана» стремятся служить «сетью солидарности» для женщин, работающих в Ватикане. МакКлюр не только соучредительница организации, но и её первый президент.